# Anna Pyatykh
Anna Pyatykh - en russe : Анна Викторовна Пятых, transcription française Anna Viktorovna Piatykh - née le 4 avril 1981 à Moscou (URSS), est une athlète russe spécialiste du triple saut.

## Biographie
Vice-championne du monde junior en 2000 à Kingston, Pyatykh réalise sa première finale internationale séniore lors des Championnats d'Europe de 2002 à Munich où elle se classe huitième de la finale (14,08 m). L'année suivante, elle échoue aux pieds des podiums des Championnats du monde en salle de Birmingham et des Championnats du monde de Paris. Aux Jeux olympiques d'Athènes, elle se classe huitième (14,79 m).
En 2005, elle connaît son premier podium lors des Championnats du monde d'Helsinki où elle remporte le bronze (14,78 m) derrière la Jamaïcaine Trecia Smith (15,11 m) et la Cubaine Yargelis Savigne (14,82 m). Aux Championnats du monde en salle 2006 à Moscou dans sa ville natale, elle remporte l'argent, devancée par sa compatriote Tatyana Lebedeva. En extérieur, elle se classe troisième des Championnats d'Europe de Göteborg en franchissant pour la première fois les 15 mètres avec 15,02 m.
À Osaka aux mondiaux, elle termine au pied du podium (14,88 m) puis se classe huitième des Jeux de Pékin en 2008 (14,73 m). Elle réalise encore deux podiums internationaux ensuite avec le bronze aux Championnats du monde de Berlin remportés par Yargelis Savigne (14,95 m) et l'argent aux Championnats du monde en salle de Doha derrière Olga Rypakova. En 2013, elle termine septième des Championnats du monde de Moscou. En 2014, elle saute encore 14,27 m.

### Dopage
Le 26 novembre 2015, l'IAAF annonce dans un communiqué que l'athlète grecque Chrysopiyí Devetzí a été contrôlée positive en 2007. Par conséquent, Anna Pyatykh pourrait recevoir la médaille de bronze des Championnats du monde 2007 et être reclassée septième des Jeux olympiques de 2008. Le 27 septembre 2016, la Grecque est disqualifiée et Pyatykh récupère la médaille de bronze des mondiaux d'Osaka en 2007. Mais le 18 août 2017, la Russe est à son tour disqualifiée de cette compétition (ainsi que des mondiaux de 2013) pour dopage et doit laisser la médaille à la cinquième du concours, la Slovène Marija Šestak. Elle est suspendue 4 ans, à compter de décembre 2016.

## Palmarès
| Date | Compétition                       | Lieu          | Résultat | Marque  |
| ---- | --------------------------------- | ------------- | -------- | ------- |
| 1999 | Championnats d'Europe juniors     | Riga          | 3e       | 13,36 m |
| 2000 | Championnats du monde juniors     | Kingston      | 2e       | 14,18 m |
| 2002 | Coupe d'Europe                    | Annecy        | 1re      | 14,67 m |
| 2002 | Championnats d'Europe             | Munich        | 8e       | 14,08 m |
| 2003 | Championnats du monde en salle    | Birmingham    | 4e       | 14,35 m |
| 2003 | Coupe d'Europe                    | Florence      | 1re      | 14,79 m |
| 2003 | Championnats du monde             | Paris         | 4e       | 14,72 m |
| 2004 | Coupe d'Europe                    | Bydgoszcz     | 1re      | 14,85 m |
| 2004 | Jeux olympiques                   | Athènes       | 8e       | 14,79 m |
| 2005 | Coupe d'Europe                    | Florence      | 1re      | 14,72 m |
| 2005 | Championnats du monde             | Helsinki      | 3e       | 14,78 m |
| 2006 | Championnats du monde en salle    | Moscou        | 2e       | 14,93 m |
| 2006 | Championnats d'Europe             | Göteborg      | 3e       | 15,02 m |
| 2007 | Championnats du monde             | Osaka         | finale   | DQ      |
| 2008 | Jeux olympiques                   | Pékin         | finale   | DQ      |
| 2008 | Finale mondiale                   | Stuttgart     | finale   | DQ      |
| 2009 | Championnats d'Europe par équipes | Leiria        | finale   | DQ      |
| 2009 | Championnats du monde             | Berlin        | finale   | DQ      |
| 2009 | Finale mondiale                   | Thessalonique | finale   | DQ      |
| 2010 | Championnats du monde en salle    | Doha          | finale   | DQ      |
| 2013 | Championnats du monde             | Moscou        | finale   | DQ      |

## Records
| Épreuve          | Épreuve   | Lieu     | Date            | Marque  |
| ---------------- | --------- | -------- | --------------- | ------- |
| Saut en longueur | Plein air | Moscou   | 29 juin 2007    | 6,72 m  |
| Saut en longueur | Salle     | Moscou   | 23 janvier 2005 | 6,57 m  |
| Triple saut      | Plein air | Göteborg | 9 août 2006     | 15,02 m |
| Triple saut      | Salle     | Moscou   | 11 mars 2006    | 14,93 m |